# Poesjkinmuseum

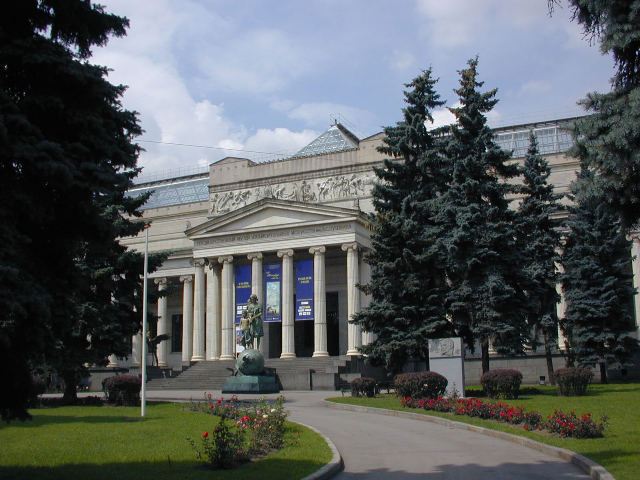
Poesjkinmuseum

Het Poesjkinmuseum (Russisch: Музей изобразительных искусств имени А.С. Пушкина, Moezej izobrazitelnych iskoesstv imeni A.S. Poesjkina; letterlijk "A.S. Poesjkinmuseum voor beeldende kunsten") is het grootste museum voor Europese kunst in Moskou en bevindt zich tegenover de Christus Verlosserkathedraal.

## Geschiedenis

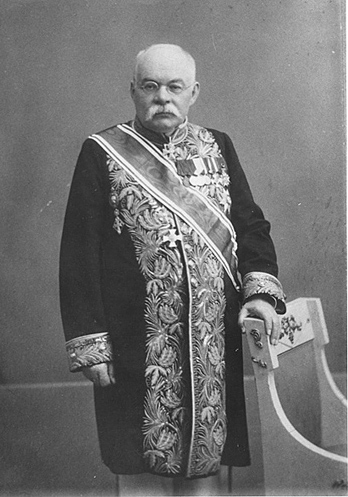
Ivan Tsvetaev (1847-1913)

Het museum is in 1937 genoemd naar de Russische dichter Aleksandr Poesjkin, maar dat is misleidend, want het heeft niets met hem te maken. Toepasselijker zou het zijn geweest dat het museum naar de stichter ervan, professor Ivan Tsvetaev, vader van de dichter Marina Tsvetajeva, vernoemd zou zijn. Hij was hoogleraar aan de universiteit van Moskou en bekleedde een leidinggevende functie in onder meer het Roemjantsevmuseum. Het oprichten van een museum voor Oud-Griekse en Romeinse beeldhouwkunst was zijn grote droom. Dit museum, opgericht in 1912, zou uitgroeien tot het huidige Poesjkinmuseum.
Het neoclassicistische museum werd ontworpen door Roman Klein en Vladimir Sjoechov. Na een bouwperiode van 14 jaar werd het museum op 31 mei 1912 geopend. 

## Collectie

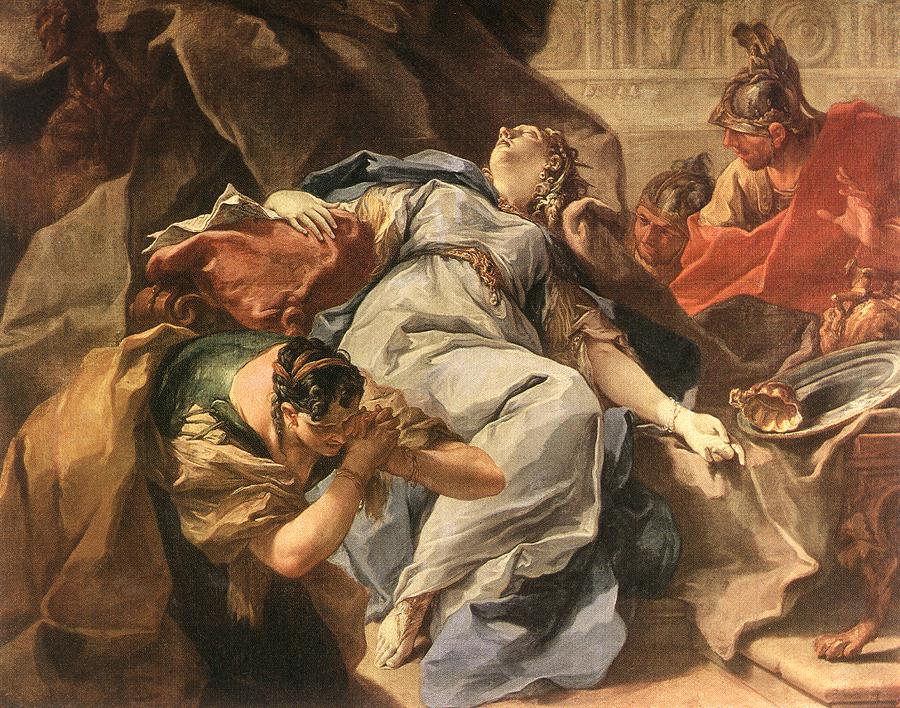
Giambattista Pittoni:
Dood Sophonisba

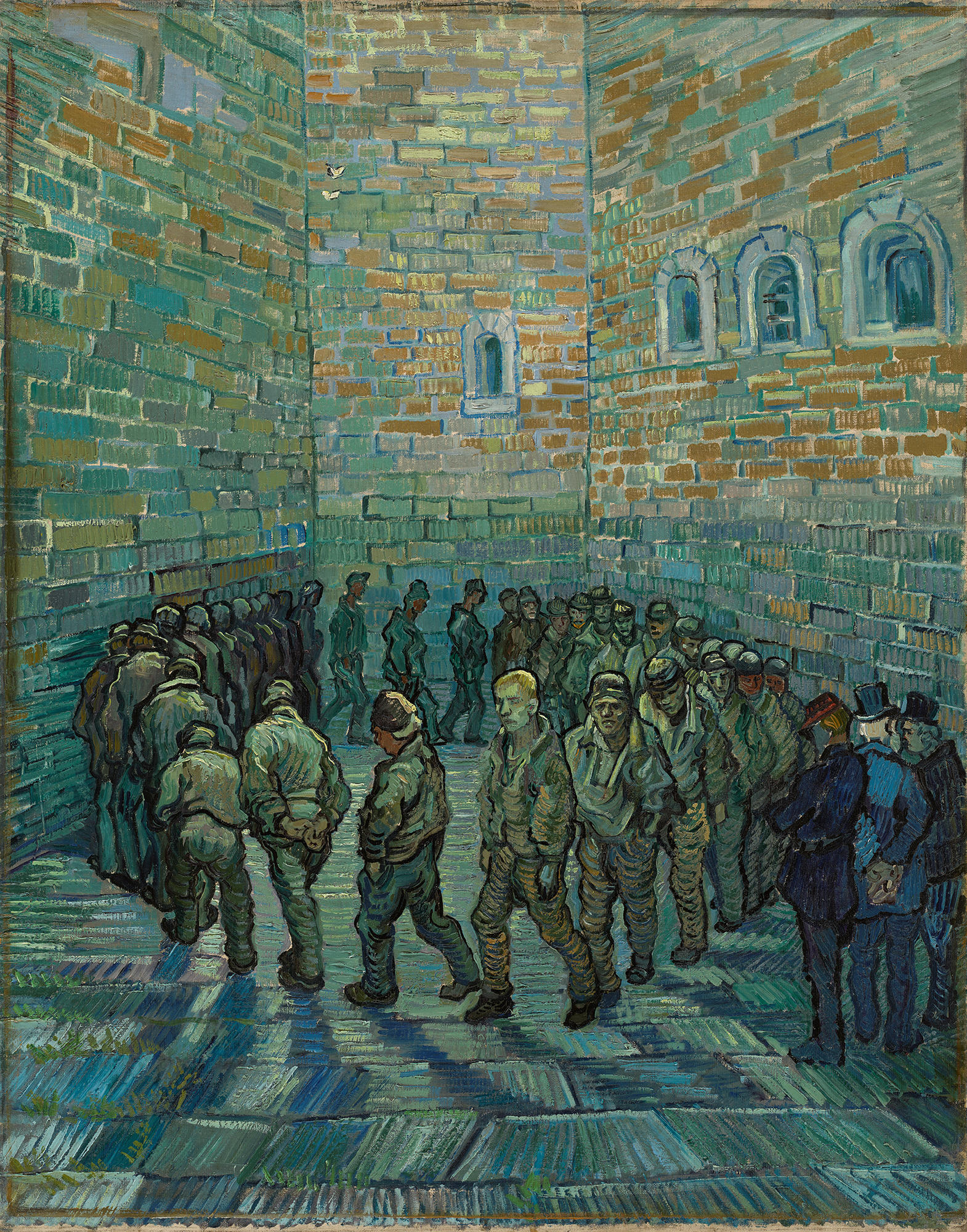
Vincent van Gogh:
Rondgang der gevangenen

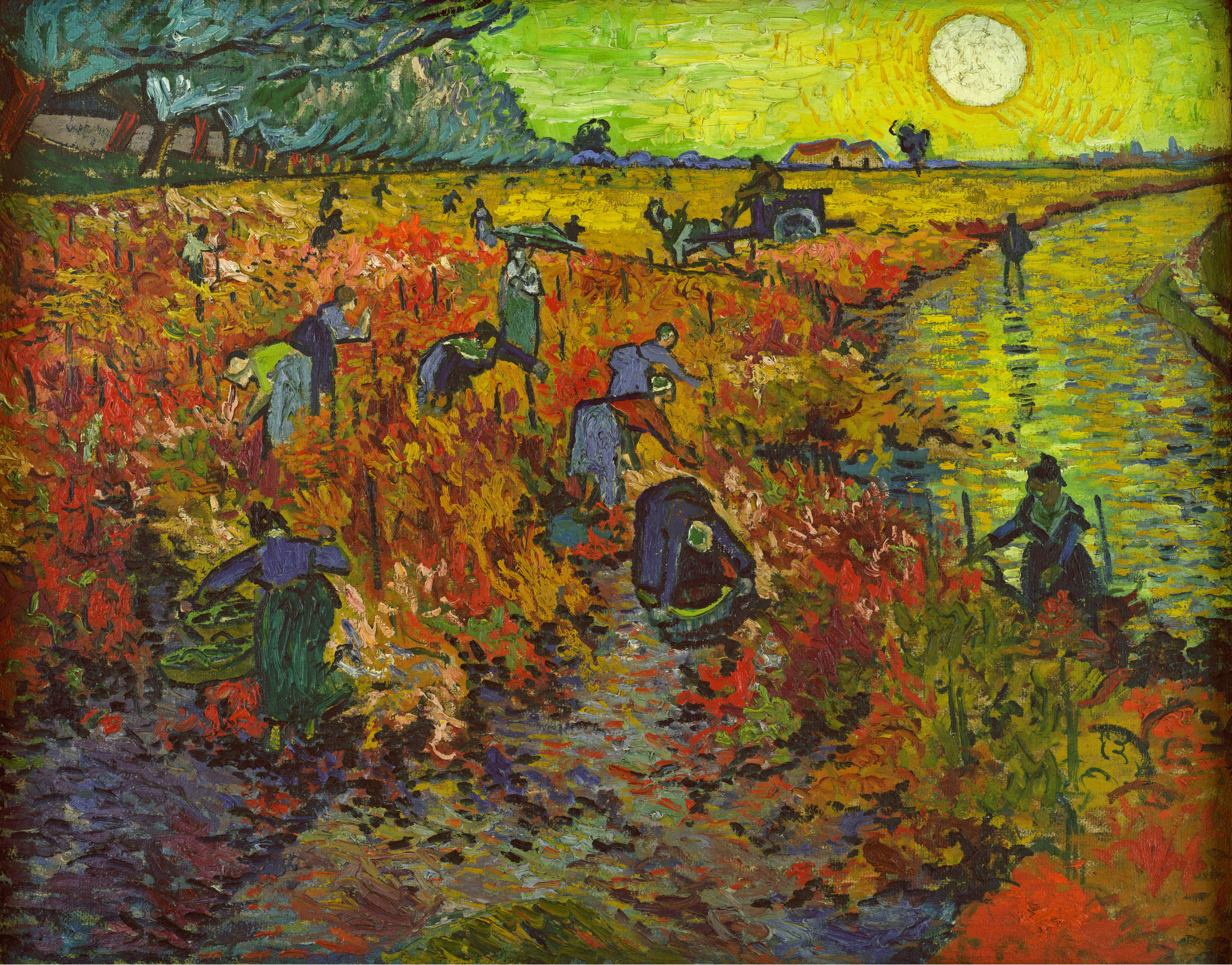
Vincent van Gogh:
De rode wijngaard

### Italiaanse schilders
Onder andere werken van: Giambattista Pittoni.

### Nederlandse schilders
De collectie bevat, behalve van Vincent van Gogh en Rembrandt, werken van een groot aantal Nederlandse kunstenaars:
Hendrick Avercamp, Nicolaes Berchem, Abraham van Beijeren, Jan Both, Pieter Claesz, Albert Cuyp, Gerbrand van den Eeckhout, Carel Fabritius, Govaert Flinck, Jan van Goyen, Dirck Hals, Willem Claesz Heda, Pieter de Hooch, Willem Kalf, Nicolaes Maes, Gabriel Metsu, Adriaen van Ostade, Paulus Potter, Jacob van Ruisdael, Salomon van Ruysdael, Jan Steen, Gerard ter Borch, Simon de Vlieger, Jan Weenix en Emanuel de Witte.

### Franse schilders
Door het nationaliseren van de collectie van Ivan Morozov kwam het Poesjkinmuseum in het bezit van een groot aantal werken uit de Franse Belle Époque. Naast De dagdroom van Renoir gaat het onder andere om schilderijen van Paul Cézanne, Claude Monet, Pablo Picasso, Gauguin en Henri Matisse.

### Overige collectie
- De Schat van Priamus die Heinrich Schliemann in Troje vond
- Egyptische papyri